# Educomunicación
La Educomunicación es un campo teórico-práctico que propone una intervención a partir de algunas líneas básicas cómo: la educación en medios de comunicación; uso de los medios en la educación; producción de contenidos educativos; gestión democrática de las medios; y práctica epistemológica y experimental del concepto. 

## Orígenes
Hay quien  e contenidos utilizando diversos lenguajes e instrumentos de expresión, arte y comunicación. Como se entiende por su nombre, es el encuentro de la educación con la comunicación, multimedia, colaborativa e interdisciplinar. Puede ser desarrollada en cualquier etapa formativa, y no está reducida al ámbito de la educación formal, aunque muchas experiencias, por ejemplo en Brasil, se realicen en escuelas, especialmente con niños y adolescentes.  El término también es conocido abreviadamente como educom. Ejemplos de educomunicación son el uso de la radio en la escuela, la radio digital via web, el periódico comunitario, los videojuegos, entornos de aprendizaje en línea, pódcast, blogs, fotografía digital,  producción de noticias para publicar en medios libres comunitarios, etc.
Desde la década de los 70, instituciones supra-estatales, como la UNESCO, reivindicaron la importancia de la formación en Educomunicación, que, siendo transversal, requiere un tratamiento específico en los programas educativos, en la formación del profesorado, en la educación de madres y padres e incluso en la educación de adultos, personas mayores, amas de casa, desempleados etc.
Por ejemplo, en Brasil varias organizaciones, movimientos sociales y algunos proyectos gubernamentales desarrollan programas de educomunicación que tienen en común la promoción del protagonismo de las y los jóvenes, así como la horizontalidad de la comunicación, intentando disminuir las diferencias jerárquicas entre educadores y educandos, ampliando el acceso a la cultura y a la información de manera crítica y autónoma.

## Método y conceptualización
La Educomunicación es tanto una práctica como un concepto a mitad de camino entre Educación y Comunicación.
Como práctica, propone nuevos tipos de aprendizaje, utilizando recursos tecnológicos y nuevas relaciones en la comunicación, más democráticas, igualitarias y menos jerarquizadas.
El concepto de Educomunicación entendido por el profesor Ismar de Olivo Suenes es "el conjunto de las acciones inherentes a la planificación, implementación y evaluación de procesos, programas y productos destinados a crear y fortalecer ecosistemas comunicativos en espacios educativos presenciales o virtuales, tales como escuelas, centros culturales, emisoras de TELES y radios educativos", y otros espacios formales o informales de enseñanza y aprendizaje.
Con la educomunicación estudiamos y trabajamos sobre nuestras actitudes, en nuestros comportamientos, en nuestros valores, y nuestras decisiones considerando las relaciones con el mundo y con los factores sociales, políticos, culturales y económicos. En ese sentido, el desafío es cómo insertar en la escuela y en la educación, contenidos comunicativos que contemplen experiencias culturales heterogéneas, a través de las nuevas tecnologías de la información y de la comunicación. Aunque la educación mediática esté envuelta en la concepción de programas escolares en muchos países, existen ahora muchas propuestas relacionadas con la unificación de un cuadro común para evaluar y crear estrategias unificadas para el desarrollo de este tipo de cualificación en los ciudadanos.

## Descripción
Según una investigación realizada por el NCE, algunos pilares de la educomunicación son:
- Educación para recepción crítica.
- Expresión comunicativa a través del arte.
- Pedagogía de la Comunicación.
- Producción de medios educativos.
- Mediaciones tecnológicas en el espacio educativo.
- Gestión de los procesos comunicativos.
- Reflexión epistemológica sobre la interrelación Comunicación/Educación.

En Brasil por ejemplo, los estudios sobre educomunicación están muy avanzados, habiendo facultades con cursos de graduación y especialización. Sin embargo, se entiende que la persona educomunicadora no se forma en la escuela o universidad, sino en el práctica educomunicativa, que puede suceder dentro o fuera de la escuela, en ambientes formales o informales de aprendizaje. La persona educomunicadora puede ser formada también en la producción de medios de comunicación, preocupados por la pluralidad cultural, la participación popular, la conciencia crítica y demandas que no acostumbran interesar a los medios comerciales. La persona educomunicadora no es solamente una profesional de los medios, ni del mundo de la educación, ni puede ser considerado solamente la suma de ambos. Es una nueva figura profesional que, a partir de ambas profesiones, desarrolla un perfil profesional diferenciado y específico que combina su capacidad comunicativa con sus competencias formativas, dado que su principal destinatario es la "audiencia" de una sociedad mediada en sus más diversos rincones.